# Rhytidoponera metallica
 (octobre 2021).
Si vous disposez d'ouvrages ou d'articles de référence ou si vous connaissez des sites web de qualité traitant du thème abordé ici, merci de compléter l'article en donnant les références utiles à sa vérifiabilité et en les liant à la section « Notes et références ».
Espèce
Synonymes
- Ponera metallica Smith, 1858

Rhytidoponera metallica est une espèce de fourmis endémique d'Australie. Ces fourmis mesurent entre 5 et 7 mm. Les reines et les ouvrières se ressemblent, ne différant que par la taille, les mâles étant les plus petits. Elles sont bien connues pour leur aspect métallique, qui varie du vert au violet ou même au violet rougeâtre.

## Systématique
L'espèce Rhytidoponera metallica a été décrite pour la première fois en 1858 par l'entomologiste britannique Frederick Smith (1805-1879) sous le protonyme Ponera metallica.

## Répartition, habitat
Parmi les insectes les plus répandus en Australie, ces fourmis se trouvent dans presque tous les États australiens, mais sont absentes de Tasmanie . Elles ont également été introduites en Nouvelle-Zélande, où plusieurs populations ont été établies.
Cette espèce vit dans de nombreux habitats, y compris les déserts, les forêts, les bois et les zones urbaines. Les fourmis nichent sous terre sous des rondins, des pierres, des brindilles et des arbustes, ou dans des souches de bois pourries, et vivent parfois dans des termitières. Elles sont parmi les premiers insectes à être trouvés dans les zones incendiées après que les braises aient cessé de couver. La pluie ne présente aucune menace pour les colonies tant qu'il s'agit d'une légère averse sous un soleil continu. 

## Description
L'espèce est diurne, active toute la journée, se nourrissant d'arthropodes et de petits insectes ou collectant des substances sucrées telles que le miellat d'insectes suceurs de sève. Elle joue un rôle important dans la dispersion des graines de diverses espèces. Ses prédateurs comprennent l'Échidné à nez court (Tachyglossus aculeatus) et un certain nombre d'oiseaux.
Les ouvrières sont des gamergates, ce qui signifie qu'elles peuvent se reproduire avec des mâles ailés. Les ouvrières prenant en charge le rôle de reproduction, les reines sont relativement insignifiantes et sont rarement produites en colonies. Le vol nuptial commence au printemps, les mâles s'accouplant avec une ou deux femelles. Les reines qui établissent leurs propres colonies sont semi-claustrales, sortant et cherchant de la nourriture pour soutenir leurs petits. Une autre façon de former des colonies est le bourgeonnement, où un sous-ensemble de la colonie quitte la colonie principale pour un site de nidification alternatif. Rhytidoponera metallica est connue pour sa piqûre douloureuse et venimeuse qui peut provoquer un choc anaphylactique chez les humains sensibles. Cependant, ces fourmis peuvent également être bénéfique pour les humains, agissant comme une forme de lutte antiparasitaire en s'attaquant aux parasites agricoles tels que les coléoptères, les mites et les termites.